# Adelmar da Costa Carvalho
Adelmar da Costa Carvalho (Olinda, 1º de Dezembro de 1909 - Recife, 25 de Abril de 1990) foi um empresário, industrial e deputado pernambucano. Atuou em várias causas humanitárias, sociais e desportistas. Dá nome ao estádio do Sport Club do Recife, ao qual ajudou a construção em seus dois mandatos como presidente do clube recifense.

## Infância
Adelmar da Costa Carvalho nasceu em família envolvida com comérico, mas, seu pai, Sr. Luiz Carvalho, tinha o desejo de manter o filho longe das atividades exercidas por ele e queria que o filho enveredasse pelo caminho da medicina. Algo que não ocorreu. Órfão de mãe aos 4 anos de idade e estudando no Colégio Nóbrega, Adelmar já demonstrava seu talento para o comércio ao andar com vários lápis apontados no bolso para vender a colegas que perdiam ou quebravam os próprios lápis.

## Carreira
Aos 18 anos, Adelmar iniciava sua carreira empreendedora, ao tornar-se sócio do pai numa loja de vidros e louças. Em pouco menos de 10 anos, essa loja, a 'Carvalho e Cia', tornou-se representante comercial de 30 marcas nacionais e internacionais. Aos 26 anos, com a morte do pai, Adelmar assumiu o comando da empresa. Como patrão, tinha atitudes impensáveis para a época vivida. Um exemplo é permitir aos funcionários, no final do ano, quando havia sobra de estoque, levar tudo o que pudessem carregar. Já era rico e renomado quando juntou-se aos que compunham a Sociedade Pernambucana de Combate ao Câncer e saiu de porta em porta em busca de recursos para erguer e Clínica do Câncer.
Foi deputado federal por Pernambuco em 4 mandatos consecutivos e fazia questão de prestar contas à imprensa.
Adelmar foi responsável por grandes obras no Recife. Em 1943, iniciou a obra do Edifício Almare, de 11 andares, tido como um 'arranha-céu' àquela época, que veio ser concluída 2 anos depois. 5 anos mais tarde, em 1950, inaugurou o Almare-Anexo, ligado ao primeiro por uma ousada passarela. Também era o proprietário da famosa Casa do Navio, que recebeu o ex-presidente brasileiro Juscelino Kubitschek e atraiu atenção de Hollywood devido à sua semelhança com o famoso transatlântico inglês Queen Elizabeth.